# Ara rouge
Ara macao
Espèce
Statut de conservation UICN

LC : Préoccupation mineure
Répartition géographique
Statut CITES
L'Ara rouge (Ara macao) ou Ara Macao, est un grand perroquet coloré vivant dans les forêts tropicales d'Amérique centrale et du Sud. Il s'agit de l'oiseau national du Honduras, mais son image est également utilisée pour les vœux de fête nationale en Andorre, Moldavie, Roumanie et Tchad dont les drapeaux sont bleu-jaune-rouge comme son plumage. Il est très proche, mais différent de l’Ara chloroptère qui n'a pas de jaune, mais du vert sur ses ailes.

## Description
L'ara rouge mesure 84 à 86 centimètres de longueur, dont plus de la moitié correspond aux longues rectrices pointues typiques de tous les aras. Il pèse un kilogramme en moyenne. Si certains individus ont vécu plus de 100 ans en captivité, sa durée de vie moyenne est de 80 ans.

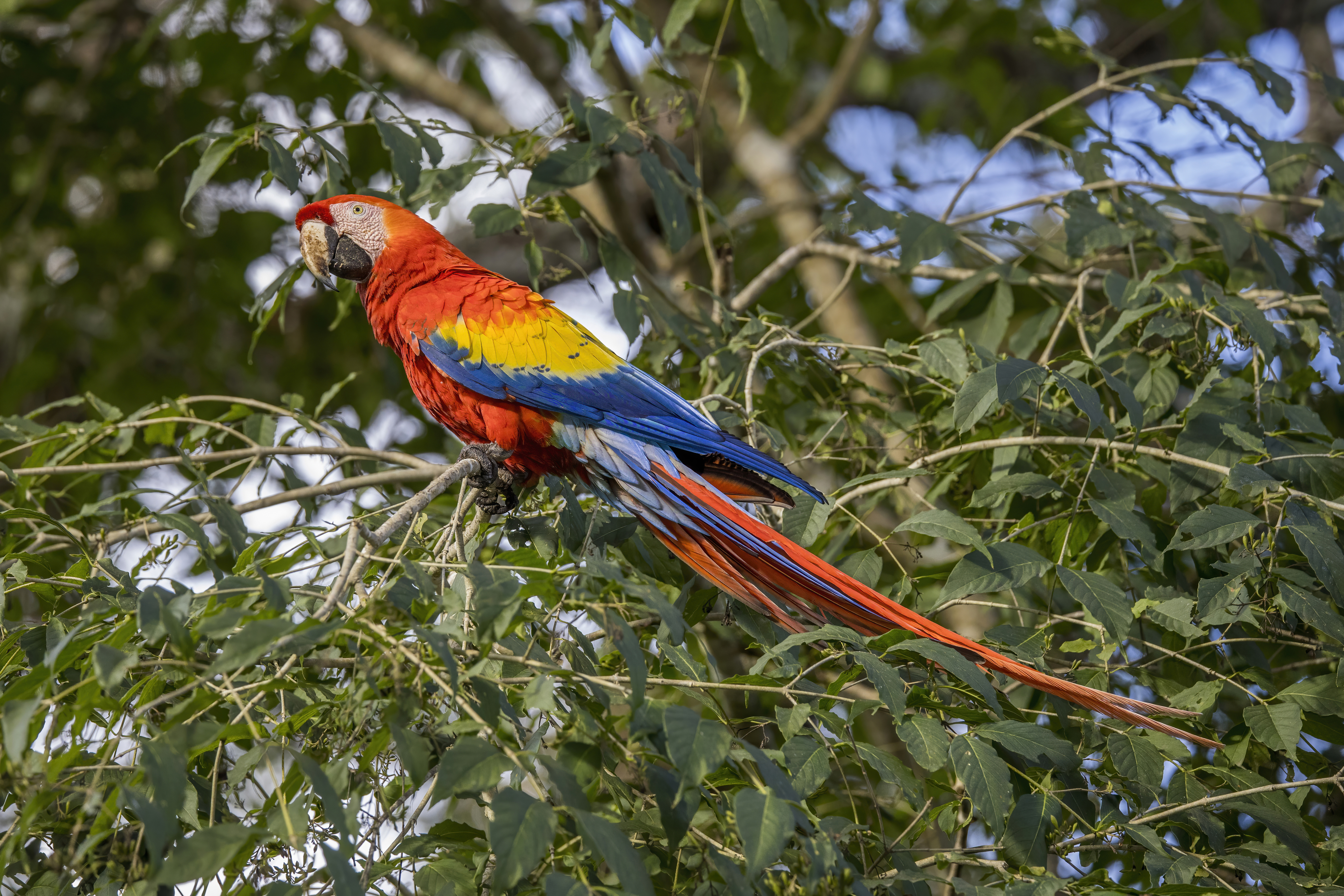
Un ara rouge, près de Copán (Honduras).
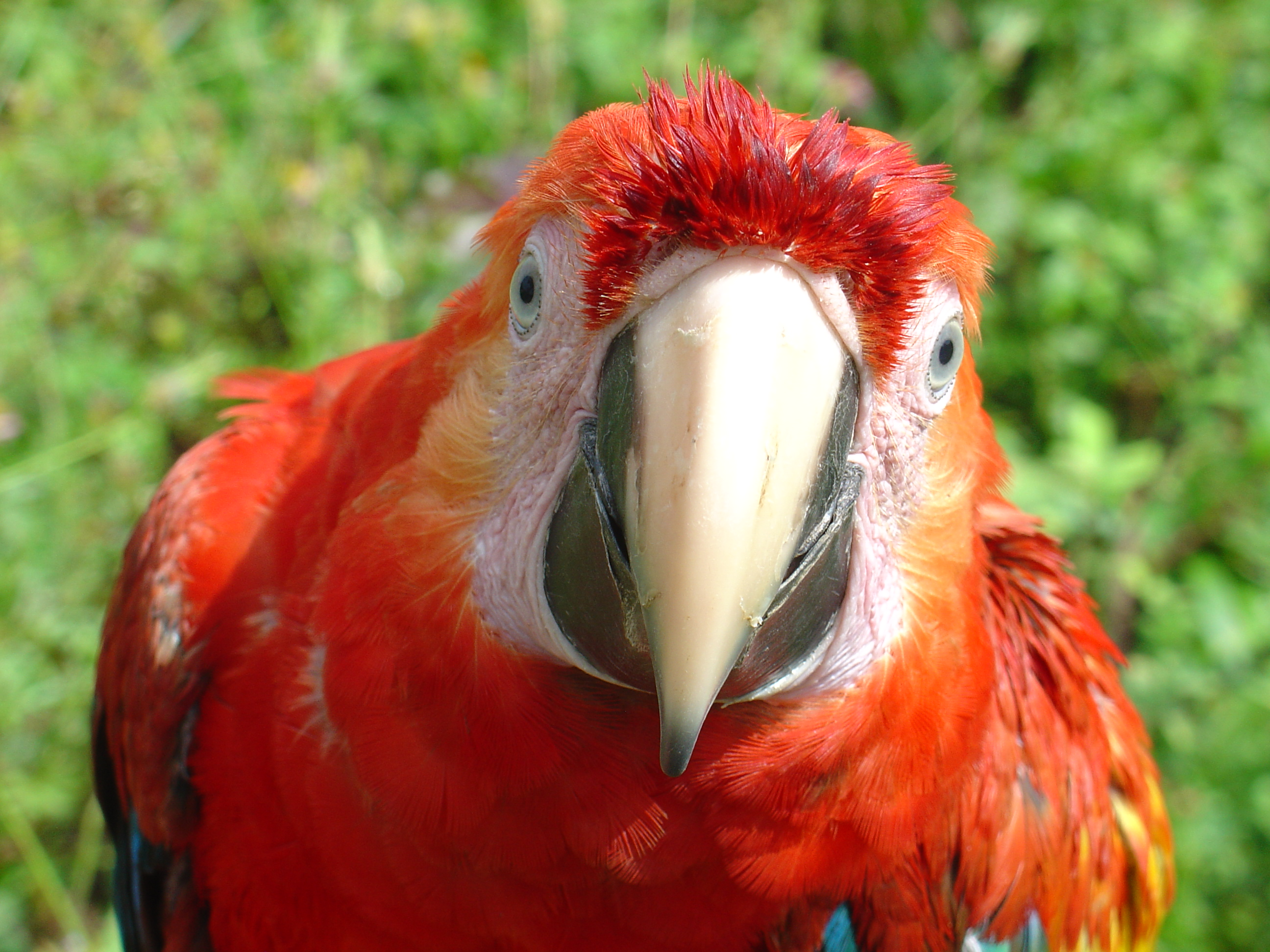
Un Ara macao en liberté près du parc national de Manú au Pérou.
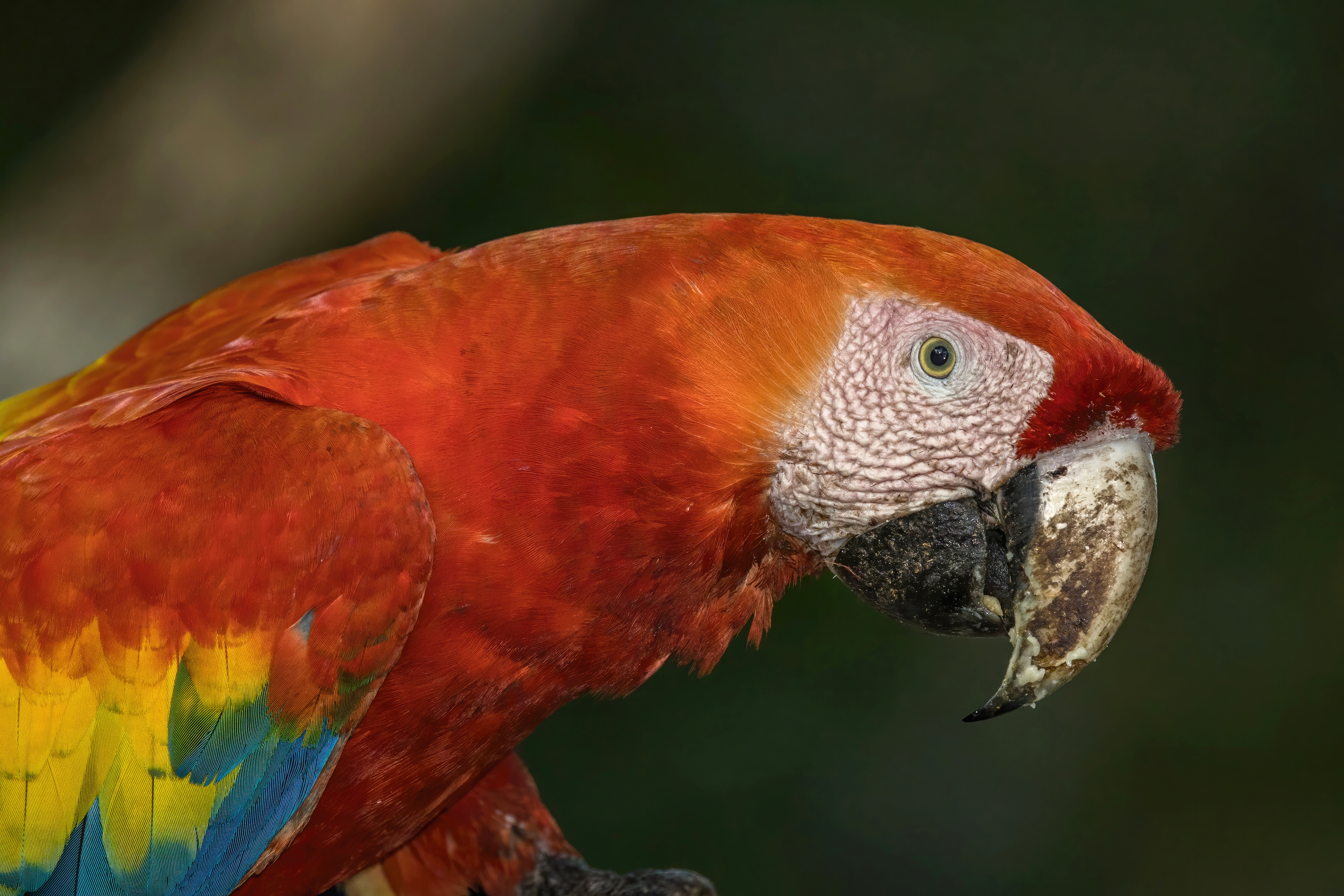
Un ara rouge, près de Copán (Honduras).

Le plumage est essentiellement écarlate, mais les plumes de la croupe et du dessus de la queue sont bleu clair, le dessus des ailes est de couleur jaune, les extrémités des plumes de la queue et la partie supérieure de part et d'autre des pennes des ailes sont bleu foncé et le dessous des ailes et les pennes de la queue sont rouge foncé avec des reflets métalliques dorés. Certains individus peuvent avoir du vert sur les ailes près de la bande jaune. Trois sous-espèces présentent des différences de largeur de la bande jaune sur les ailes. La peau nue autour des yeux est blanche jusqu'au bec. De petites taches plus blanches se trouvent également sur le visage. Le dimorphisme sexuel est faible. La seule différence extérieure identifiable entre les oiseaux se fait avec l'âge : les jeunes ont des yeux sombres tandis que les adultes ont des yeux jaune clair.

## Habitat et répartition
L'ara rouge habite dans les forêts humides tropicales américaines, de l'est du Mexique à l'Amazonie péruvienne et brésilienne, dans les terres basses jusqu'à 500 m d'altitude. Alors qu'elles sont peu fréquentes sur le continent, de grandes colonies d'aras rouges peuvent être observées sur l'Île Coiba sur la côte pacifique du Panama.

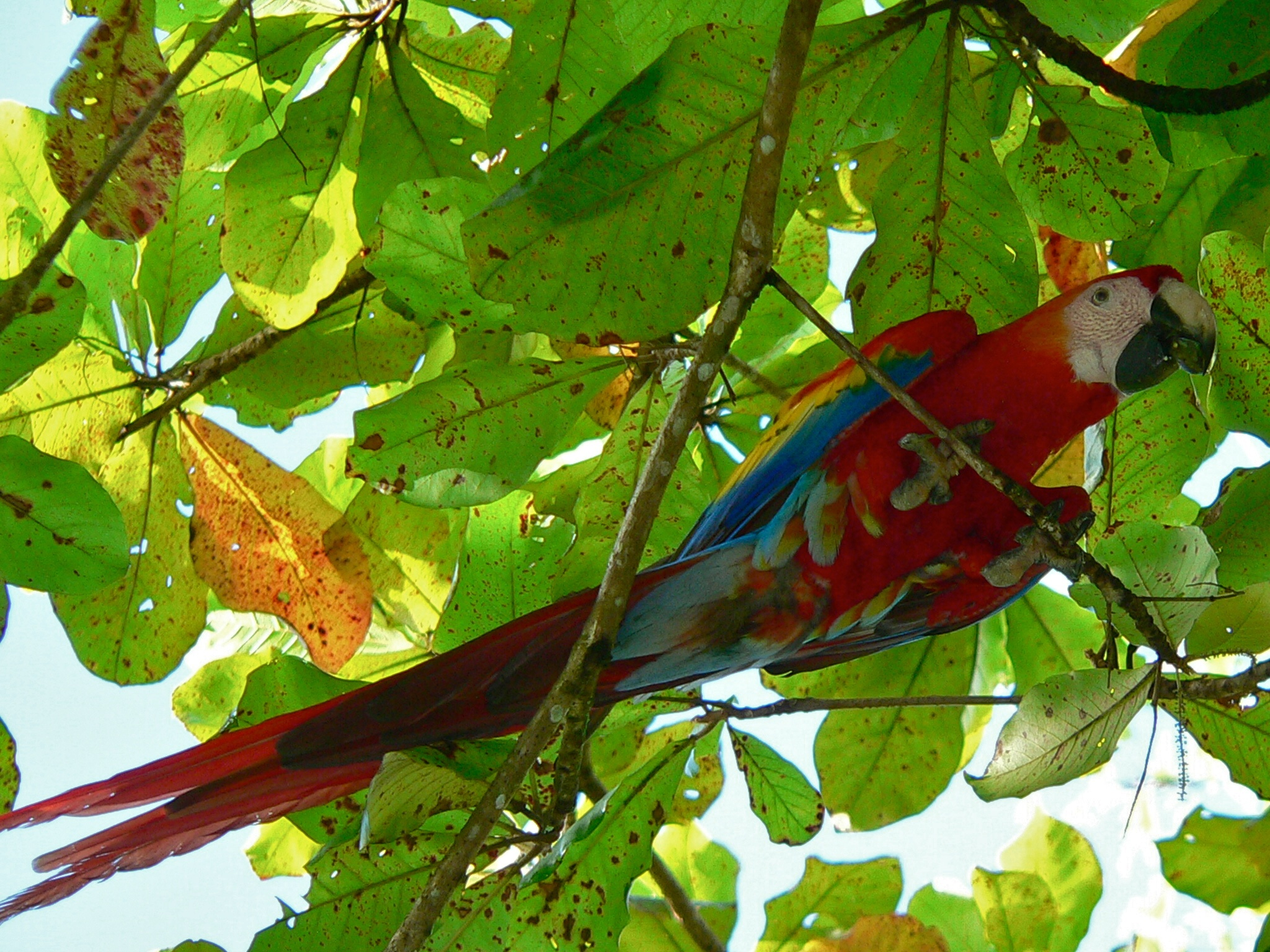
Ara rouge (Puerto Jiménez).

Les populations d'aras rouges ont fortement diminué en raison de la destruction de leur habitat, des captures pour le commerce et de l'épandage de pesticides pour les cultures. Au Costa Rica par exemple, l'ara rouge n'occupe plus que 9 100 km2 contre 42 500 km2 auparavant.
L'aire de distribution des aras rouges reste toutefois la plus grande de tous les oiseaux du genre Ara avec une superficie estimée à 6 700 000 km2, même si leur habitat est fragmenté et qu'ils ne forment souvent que de petites colonies locales.

## Régime alimentaire
L'Ara rouge mange principalement des fruits et des graines. Il aime notamment les pommes, les noix, les bananes et d'autres fruits, ainsi que le nectar et les bourgeons. Son bec lui permet de casser très facilement les coquilles des noix et autres fruits de ce genre.

## Reproduction

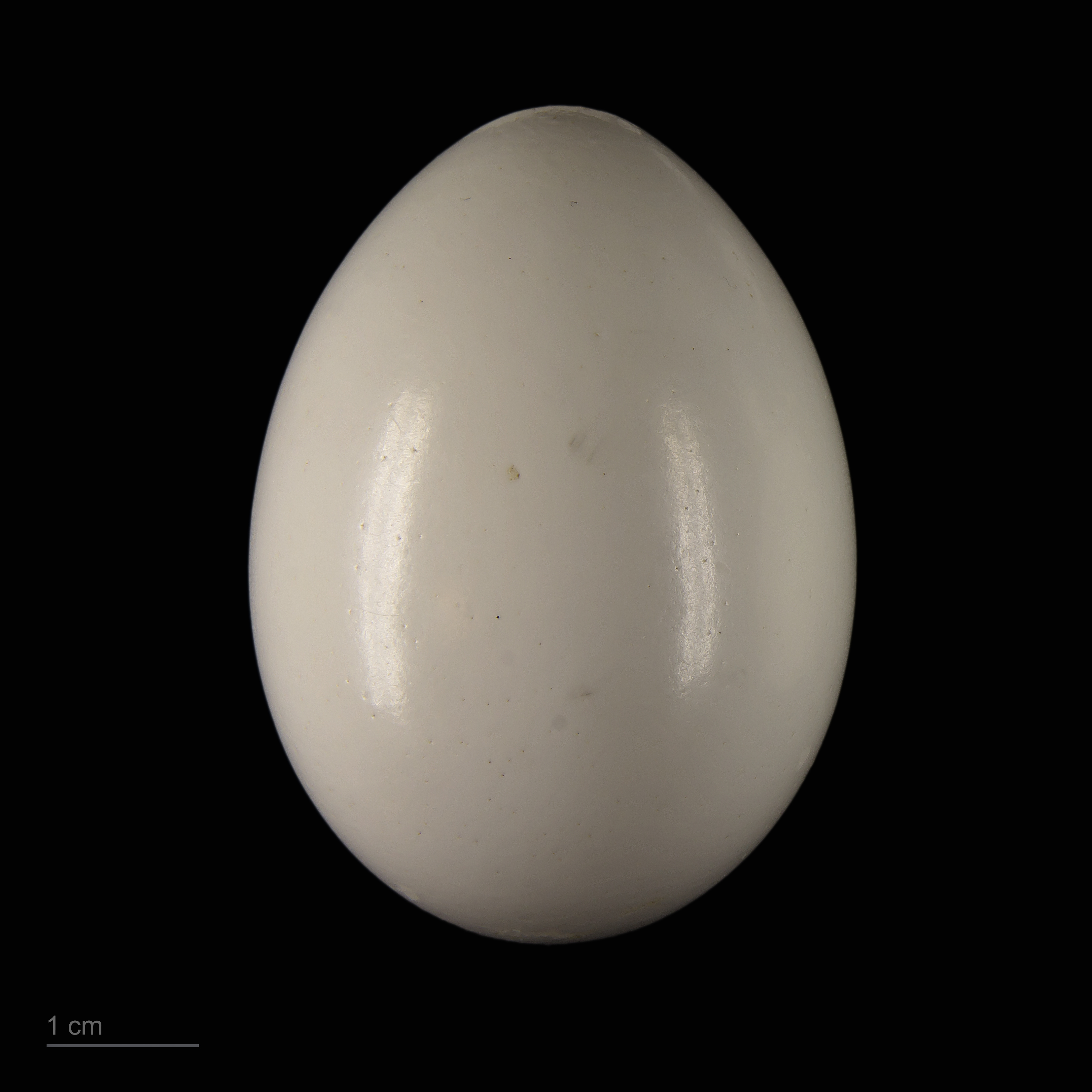
Œuf de Ara macao - Muséum de Toulouse.

Le couple n'effectue qu'un cycle de reproduction par an. La femelle pond deux ou trois œufs dans une cavité d'arbre. Elle les couve pendant 27 jours. Les jeunes s'envolent à l'âge de trois mois mais ne deviennent indépendants qu'entre quatre et cinq mois.

## Comportement
Les aras rouges sont des oiseaux extrêmement sociaux qu'on ne trouve presque qu'en groupe, souvent d'une vingtaine d'individus. Les aras ne s'éloignent de leur groupe, en couple, que pendant la période de reproduction. Ils recherchent ensemble leur nourriture, puis retournent le soir dans un endroit commun pour dormir. À des moments précis en effet, les aras s'envolent ensemble pour chercher un endroit où dormir, ce deux fois par jour (à midi et la nuit). Les membres d'une même famille volent très près les uns des autres et recherchent un contact corporel lorsqu'ils dorment.
Les chercheurs n'ont pas pu distinguer de hiérarchie chez les aras jusqu'à maintenant, car leurs groupes ne semblent pas être menés par un chef. Toutefois, les aras les plus jeunes laissent toujours la priorité aux plus âgés lorsqu'il s'agit de se nourrir: ce n'est que quand les plus vieux ont terminé de manger que les plus jeunes commencent. La raison de cette pratique est toutefois plus pragmatique que due à la politesse. Les oiseaux plus âgés sont en effet plus expérimentés et savent mieux que les autres où l'on trouve de la nourriture. Les oiseaux les plus jeunes apprennent en observant et en imitant les plus âgés afin de devenir plus tard eux aussi des modèles.
Les aras ne possèdent pas de territoires propres, mais parcourent régulièrement une zone étendue dont ils n'essayent pas d'interdire l'accès aux autres aras. Il arrive ainsi que plusieurs groupes d'aras se rassemblent sur un même arbre. L'abondance de nourriture rend une défense du territoire complètement inutile. Toutefois, lorsque plusieurs groupes se retrouvent sur un même arbre, ils font très attention à ne pas se mélanger. Il n'y a pas non plus de lutte pour trouver un partenaire chez les aras : comme pour la plupart des autres espèces de perroquets, lorsqu'un couple s'est formé, il demeure ensemble jusqu'à la mort de l'un des deux.
Les cris ont une fonction importante pour la cohésion des couples et des groupes dans ces forêts tropicales très denses. Les aras rouges étant des animaux sociaux, ils font plus que de simples cris : ils émettent des sons différenciés qui ont des significations spécifiques pour leurs congénères.

## Relations avec d'autres espèces

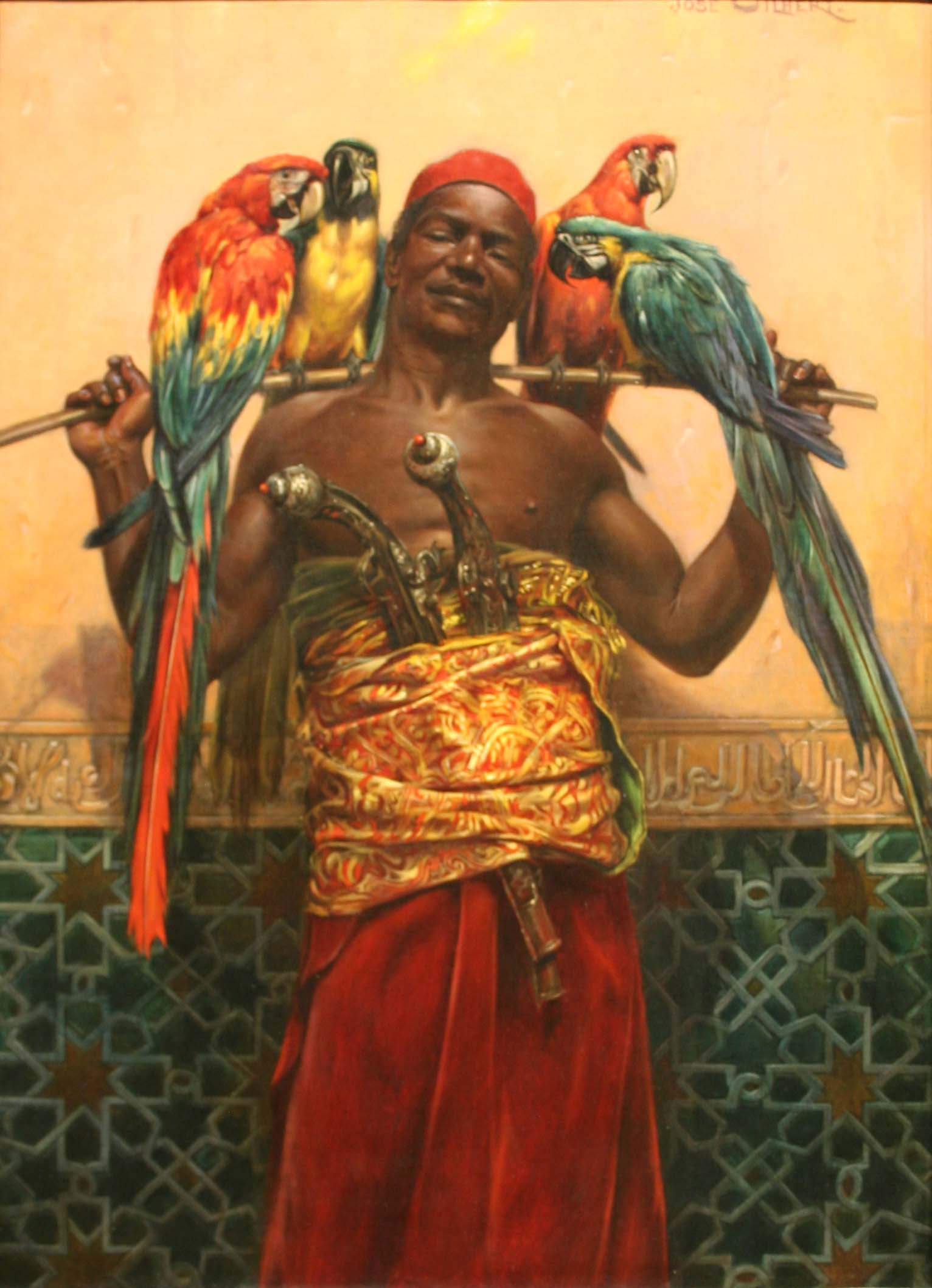
Le montreur d'Aras par José Silbert

Les plus grands prédateurs des aras sont les rapaces diurnes. Les mammifères carnivores ne sont que rarement dangereux pour les aras rouges puisqu'ils chassent au sol.
Par ailleurs, les aras rouges évitent les aras hyacinthes, plus gros, qui sont de sérieux concurrents dans leur quête de nourriture.

## Dans la fiction
Dans Le Trésor de Rackham le Rouge, une aventure de Tintin, les héros visitent une île peuplée d'aras rouges qui répètent sans cesse « Que le grrrand crrric me crrroque ! », une exclamation favorite du chevalier François de Hadoque, ancêtre du capitaine Haddock, conservant ainsi à travers les siècles la mémoire du passage de ce chevalier, commandant la Licorne, qui a fait naufrage à proximité de cette île.